# Маасен, Ханс-Георг
Ханс-Георг Маасен (нем. Hans-Georg Maaßen, род. 24 ноября 1962) — немецкий государственный и политический деятель, в 2012—2018 годах — президент Федеральной службы защиты конституции.
До января 2024 года был членом ХДС. С февраля 2024 года председатель партии Союз ценностей.
Родился в 1962 году в Мёнхенгладбахе (земля Северный Рейн-Вестфалия), в 1982 году окончил среднюю школу, после чего изучал право в Кёльне и Бонне. В 1997 году получил в Кёльне степень доктора по международному праву.
С 2001 года Маасен является преподавателем юридического факультета Свободного университета Берлина, опубликовал ряд статей по международному праву и внутренней безопасности, также преподаёт в Токио. С 2006 года преподавал в Европейском центре политических наук и проводил семинары по тематике европейской иммиграции и предоставления убежища. Редактор журнала Zeitschrift für Ausländerrecht und Ausländerpolitik (ZAR).
С 1991 года Маасен работал в федеральном министерстве внутренних дел, в том числе в качестве руководителя отдела по правам иностранцев (с 2001). В этом качестве он занимался делом Мурата Курназа — этнического турка, родившегося в Бремене в семье гастарбайтеров и легально проживавшего в Германии, который в 2001 году был взят в плен американскими спецслужбами в Пакистане и депортирован в секретную тюрьму ЦРУ в Гуантанамо. Маасен должен был выяснить, имеет ли Курназ право получить вид на жительство в Германии, и вынес решение, что не имеет, поскольку Курназ выехал из Германии более чем шесть месяцев назад и не сообщил об этом в соответствующие органы (Курназ к этому моменту уже более шести месяцев находился в Гуантанамо). Решение Маасена подверглось критике со стороны депутатов бундестага и в прессе, а в ноябре 2005 года Административный суд города Бремена признал его незаконным. В августе 2008 года Маасен занял в министерстве внутренних дел должность заместителя начальника штаба по борьбе с терроризмом в Департаменте общественной безопасности.
18 июля 2012 года федеральное правительство Германии приняло решение назначить Маасена с 1 августа 2012 года на должность президента федеральной службы по охране конституции, с чем согласился тогдашний министр внутренних дел Ханс-Петер Фридрих (ХСС). Назначение Маасена вызвало критику из-за его позиции по делу Курназа и нежелания признать свою позицию ошибочной. 10 августа 2012 года, Маасен был официально представлен сотрудникам службы по охране конституции в её штаб-квартире в Кёльне министром внутренних дел Х.-П.Фридрихом. Вступая в должность, Маасен отметил, что хочет восстановить утраченное доверие общественности. 15 ноября 2012 года Маасен присутствовал в Кёльне на открытии Объединённого центра по борьбе с экстремизмом и терроризмом, который открывал министр внутренних дел Фридрих.
Маасен осудил Эдварда Сноудена как предателя, что вызвало активную критику общественности. Критику вызвал также Годовой отчёт федеральной службы по охране конституции за 2013 год, поскольку, по мнению ряда обозревателей, выявленным фактам массового электронного шпионажа в отчёте посвящена только одна страница (p. 335).
18 сентября 2018 года после скандала вокруг связей Маасена в крайне правых кругах правительство Германии объявило об освобождении его от занимаемой должности и назначении государственным секретарём при министре внутренних дел.